# Nyssia britannica
Nyssia britannica là một loài bướm đêm trong họ Geometridae.